# Staurotheca vanhoeffeni
Staurotheca vanhoeffeni is een hydroïdpoliep uit de familie Sertulariidae. De poliep komt uit het geslacht Staurotheca. Staurotheca vanhoeffeni werd in 1994 voor het eerst wetenschappelijk beschreven door Peña Cantero & García Carrascosa. 